# Pasternik (województwo małopolskie)
Pasternik – osada w Polsce, położona w województwie małopolskim, w powiecie oświęcimskim, w gminie Polanka Wielka.
W latach 1975–1998 miejscowość administracyjnie należała do województwa bielskiego.